# Orla Noom
Orla Noom (* 2. November 1985 in Haarlem) ist eine ehemalige niederländische Squashspielerin.

## Karriere
Orla Noom war von 2002 bis 2013 auf der WSA World Tour aktiv und gewann fünf Titel bei insgesamt zwölf Finalteilnahmen. Ihre beste Platzierung in der Weltrangliste erreichte sie mit Rang 31 im November 2007.
Mit der niederländischen Nationalmannschaft nahm sie 2006, 2008, 2010 und 2012 an der Weltmeisterschaft teil. Auch bei Europameisterschaften gehörte sie mehrmals zum Kader und gewann mit der Nationalmannschaft 2010 den Titel.
Zwischen 2007 und 2011 stand Orla Noom dreimal im Hauptfeld der Einzelweltmeisterschaft. 2007 gelang ihr erstmals die Qualifikation, 2009 und 2011 startete sie dank einer Wildcard. Bei allen drei Weltmeisterschaften schied sie in der ersten Runde aus. Zwischen 2007 und 2012 nahm sie außerdem sechsmal in Folge an der Europameisterschaft teil. Bis auf 2009, als sie im Achtelfinale ausschied, erreichte sie jedes Mal das Viertelfinale.

## Erfolge
- Europameisterin mit der Mannschaft: 2010
- Gewonnene WSA-Titel: 5